# الملیحه
الملیحة (به عربی: الملیحة) یک منطقهٔ مسکونی در سوریه است که در استان ریف دمشق واقع شده‌است.

## خصوصیات
الملیحة ۲۳٬۰۳۴ نفر جمعیت دارد.